# Comesoma profundi
Comesoma profundi är en rundmaskart som beskrevs av Bastian 1865. Comesoma profundi ingår i släktet Comesoma och familjen Comesomatidae. Inga underarter finns listade i Catalogue of Life.